# قشرة جدارية خلفية
تلعب القشرة الجدارية الخلفية (وهي جزء من قشرة الفص الجداري إلى القشرة الحسيّة الجسديّة الأولية) دورًا مهمًا في الحركات المخطط لها والتفكير والانتباه والمرونة الإدراكية.
وعليه يمكن أن ينتج عن التلف الذي يصيب القشرة الجدارية الخلفية مجموعة متنوعة من عجز الحواس الحسية، بما في ذلك القصور في الإدراك والذاكرة للعلاقات المكانية، والوصول غير الدقيق والإمساك الدقيق، والتحكم في حركة العين، وعدم الانتباه. ويعد العمه الحركي وإهمال الحيز النصفي أكثر الأضرار خطورة.

## تشريح
بين تشريح القشرة الجدارية الخلفية أنها تتلقى المعلومات من ثلاثة أنظمة حسية تلعب أدوارًا في توطين الجسم والأجسام الخارجية وهي النظام البصري، النظام السمعي ونظام الحسية الجسدية. في المقابل، فإن كل ما تنتجه القشرة الجدارية الخلفية يذهب إلى مناطق القشرة الأمامية للمخاض وهي القشرة الخلفية للفص الجبهي الجانبي ومناطق مختلفة من القشرة الحركية الثانوية وحقل العين الأمامية.
تنقسم القشرة الجدارية الخلفية إلى تلم داخل الجدارية (أخاديد داخل القشرة الجدارية) تشكل الفصيص الجداري الظهري العلوي والفصيص الجداري البطني السفلي. تعتبر منطقة برودمان 7 جزءًا من الفصيص الجداري العلوي، ولكن بعض المصادر تشمل منطقة برودمان 5 أيضا. فيما ينقسم الفصيص الجداري السفلي إلى تلفيف فوق الحجاج، التقاطع الصدغي (Temporoparietal junction)، والتلفيف الزاوي. (الفصيص الجداري السفلي يتوافق مع مناطق برودمان 39 و 40).